# فهرست آثار ملی شهرستان زبرخان
فهرست آثار ملی شهرستان زبرخان شامل ۲۹ اثر ملی در شهرستان زبرخان است که تا ۱۳۹۷ به ثبت رسیده‌اند که سهم این شهرستان در سطح استان خراسان رضوی که بالغ بر ۱۴۰۷ اثر تاریخی ثبت شده دارد بسیار ناچیز است.
مجموعه تاریخی قدمگاه اولین اثر ملی این شهرستان است که در ۱۵ آذر ۱۳۱۴ خورشیدی در فهرست آثار ملی ایران قرار گرفت.

## آثار ثبت‌شده
| ردیف        | نام اثر                            | نگاره          | دیرینگی                     | موقعیت                                                                                                | شمارهٔ ثبت | تاریخ ثبت     | منبع   |
| بناها       | بناها                              | بناها          | بناها                       | بناها                                                                                                 | بناها     | بناها         | بناها  |
| ----------- | ---------------------------------- | -------------- | --------------------------- | --- | --------- | ------------- | ------ |
| ۱           | امامزاده عبدالله                   | بارگذاری تصویر | اواخر دوره قاجار            | روستای جهان‌آباد                                                                                       | ۶۳۷۵      | ۷ مهر ۱۳۸۱    | [ ۴ ]  |
| ۲           | کاروانسرای قدمگاه                  |                | دوره صفوی                   | شهر قدمگاه ۳۶°۶′۲۵٫۶″ شمالی ۵۹°۳′۴۰٫۷″ شرقی / ۳۶٫۱۰۷۱۱۱°شمالی ۵۹٫۰۶۱۳۰۶°شرقی                          | ۱۰۹۱۳     | ۲۷ بهمن ۱۳۸۲  | [ ۵ ]  |
| ۳           | رباط قلعه وزیر                     | بارگذاری تصویر | دوره قاجار                  | روستای قلعه وزیر                                                                                      | ۱۱۰۳۹     | ۱۷ مرداد ۱۳۸۳ | [ ۶ ]  |
| ۴           | حمام قدمگاه                        | بارگذاری تصویر | دوره قاجار                  | شهر قدمگاه                                                                                            | ۱۱۸۶۹     | ۱۸ خرداد ۱۳۸۴ | [ ۷ ]  |
| ۵           | امامزاده سید قاسم                  | بارگذاری تصویر | اواخر دوره صفوی             | شهر اسحاق‌آباد                                                                                         | ۱۲۸۷۱     | ۱۹ مرداد ۱۳۸۴ | [ ۸ ]  |
| ۶           | آب‌انبار بالاده قدمگاه              | بارگذاری تصویر | دوره قاجار                  | روستای بالاده قدمگاه                                                                                  | ۱۲۸۷۳     | ۱۹ مرداد ۱۳۸۴ | [ ۹ ]  |
| ۷           | مسجد جامع اسحاق‌آباد                | بارگذاری تصویر | دوره قاجار                  | شهر اسحاق‌آباد                                                                                         | ۱۲۸۷۴     | ۱۹ مرداد ۱۳۸۴ | [ ۱۰ ] |
| ۸           | آسیاب سر تلخ                       | بارگذاری تصویر | دوره قاجار                  | روستای سرتلخ                                                                                          | ۱۳۱۶۳     | ۲۲ مرداد ۱۳۸۴ | [ ۱۱ ] |
| ۹           | مزار پنجه موشان                    | بارگذاری تصویر | دوره قاجار                  | ۱۰۰ متری شرق روستای موشان                                                                             | ۱۴۱۴۸     | ۹ بهمن ۱۳۸۴   | [ ۱۲ ] |
| ۱۰          | آسیاب موشان                        | بارگذاری تصویر | دوره قاجار                  | ۵۰۰ متری جنوب روستای موشان                                                                            | ۱۵۲۶۰     | ۲۴ اسفند ۱۳۸۴ | [ ۱۳ ] |
| ۱۱          | قلعه فتح‌آباد                       | بارگذاری تصویر | اواخر دوره قاجار            | روستای فتح‌آباد                                                                                        | ۱۵۸۸۱     | ۲۴ مرداد ۱۳۸۵ | [ ۱۴ ] |
| ۱۲          | قلعه جلال‌آباد                      | بارگذاری تصویر | دوره قاجار - پهلوی          | ۱/۵ کیلومتری شرق روستای آهوان                                                                         | ۱۵۸۸۴     | ۲۴ مرداد ۱۳۸۵ | [ ۱۵ ] |
| ۱۳          | آب‌انبار اردوغش                     | بارگذاری تصویر | دوره پهلوی                  | غرب روستای اردوغش                                                                                     | ۱۶۴۷۷     | ۲۷ آبان ۱۳۸۵  | [ ۱۶ ] |
| ۱۴          | آسیاب آقازاده                      | بارگذاری تصویر | دوره قاجار                  | ۲۰۰ متری شمال‌شرقی حشمتیه                                                                              | ۱۶۶۵۸     | ۳ دی ۱۳۸۵     | [ ۱۷ ] |
| ۱۵          | برج اسحاق‌آباد                      |                | دوره قاجار                  | ۱/۵ کیلومتری جنوب‌شرقی شهر اسحاق‌آباد ۳۶°۱′۲۱٫۸″ شمالی ۵۹°۱′۴۷٫۹″ شرقی / ۳۶٫۰۲۲۷۲۲°شمالی ۵۹٫۰۲۹۹۷۲°شرقی | ۱۷۱۱۰     | ۸ بهمن ۱۳۸۵   | [ ۱۸ ] |
| ۱۶          | قلعه کهنه خان خروین                | بارگذاری تصویر | دوره قاجار                  | دهستان اردوغش - شمال روستای خرو سفلی                                                                  | ۱۷۴۳۲     | ۶ اسفند ۱۳۸۵  | [ ۱۹ ] |
| ۱۷          | قلعه شورگز                         | بارگذاری تصویر | دوره تیموری - دوره صفوی     | روستای حریم‌آباد                                                                                       | ۱۹۱۰۷     | ۳ خرداد ۱۳۸۶  | [ ۲۰ ] |
| ۱۸          | حوض‌انبار ملحه                      | بارگذاری تصویر | پهلوی اول                   | جنوب شهر اسحاق‌آباد                                                                                    | ۱۹۱۱۲     | ۳ خرداد ۱۳۸۶  | [ ۲۱ ] |
| ۱۹          | بنای چشمه علی                      | بارگذاری تصویر | دوره قاجار                  | شهر خرو                                                                                               | ۱۹۱۲۲     | ۳ خرداد ۱۳۸۶  | [ ۲۲ ] |
| ۲۰          | حمام گرینه کهنه                    | بارگذاری تصویر | دوره قاجار                  | روستای گرینه                                                                                          | ۱۹۱۲۸     | ۳ خرداد ۱۳۸۶  | [ ۲۳ ] |
| ۲۱          | آرامگاه خواجه ریحان                | بارگذاری تصویر | دوره قاجار                  | روستای برج                                                                                            | ۲۰۴۸۲     | ۱۲ دی ۱۳۸۶    | [ ۲۴ ] |
| ۲۲          | یخدان اردوغش                       | بارگذاری تصویر | دوره قاجار                  | غرب روستای اردوغش                                                                                     | ۲۳۰۹۰     | ۲ مرداد ۱۳۸۷  | [ ۲۵ ] |
| ۲۳          | حمام درود                          |                | دوره قاجار                  | شهر درود - میدان شهدا، خیابان امام                                                                    | ۲۳۰۹۴     | ۲ مرداد ۱۳۸۷  | [ ۲۶ ] |
| مجموعه‌ها    |                                    |                |                             | |           |               |        |
| ۲۴          | مجموعه تاریخی قدمگاه               |                | سده ۱۱ ق                    | شهر قدمگاه ۳۶°۶′۳۰″ شمالی ۵۹°۳′۴۸″ شرقی / ۳۶٫۱۰۸۳۳°شمالی ۵۹٫۰۶۳۳۳°شرقی                                | ۲۳۶       | ۱۵ آذر ۱۳۱۴   | [ ۳ ]  |
| تپه محوطه‌ها |                                    |                |                             | |           |               |        |
| ۲۵          | محوطه برج                          | بارگذاری تصویر | پیشاتاریخ                   | روستای برج                                                                                            | ۵۹۴۱      | ۸ مرداد ۱۳۸۱  | [ ۲۷ ] |
| ۲۶          | تپه حصارنو                         | بارگذاری تصویر | دوران‌های تاریخی پس از اسلام | شهر اسحاق‌آباد                                                                                         | ۱۲۸۷۲     | ۱۹ مرداد ۱۳۸۴ | [ ۲۸ ] |
| ۲۷          | تپه موشان                          | بارگذاری تصویر | سده ۵ - ۹ ق                 | ۵۰۰ متری جنوب روستای موشان                                                                            | ۱۶۳۲۷     | ۲۴ آبان ۱۳۸۵  | [ ۲۹ ] |
| ۲۸          | مجموعه تپه و دژ زیرزمینی بازه چنار | بارگذاری تصویر | سده ۴ ق - دوره تیموری       | ۳ کیلومتری شمال‌شرقی روستای حصار                                                                       | ۱۶۳۳۱     | ۲۴ آبان ۱۳۸۵  | [ ۳۰ ] |
| ۲۹          | محوطه بی‌بی صالحه                   | بارگذاری تصویر | سده ۶ - ۸ ق                 | روستای سرتلخ                                                                                          | ۱۹۱۲۵     | ۳ خرداد ۱۳۸۶  | [ ۳۱ ] |